# 金尚均
金 尚均（キム サンギュン、 朝: 김상균, 1967年7月 - ）は、在日韓国・朝鮮人の法学者、教育者、弁護士。龍谷大学法科大学院教授。研究分野は社会科学、法学。

## 経歴
1967年、大阪府生まれ。立命館大学卒業、立命館大学大学院法学研究科博士後期課程を中退。
山口大学経済学部講師、西南学院大学法学部助教授をへて、龍谷大学法学部教授。2001年立命館大学博士（法学）。論文は「危険社会と刑法 : 現代社会における刑法の機能と限界」。

## 社会発言
八木秀次によると、金は朝鮮学校の高校無償化適用外について、日本政府による朝鮮民主主義人民共和国国民に対するヘイトスピーチであると批判している。